# Danta di Cadore
Danta di Cadore település Olaszországban, Veneto régióban, Belluno megyében. Lakosainak száma 433 fő (2023. január 1.). Danta di Cadore Comelico Superiore, San Nicolò di Comelico, Auronzo di Cadore és Santo Stefano di Cadore községekkel határos.

## Népesség
A település lakossága az elmúlt években az alábbi módon változott:
| Lakosok száma | 455  | 446  | 433  |
|               | 2017 | 2018 | 2023 |